# Napoleon în cabinetul său de lucru
Napoleon în cabinetul său de lucru (în franceză Napoléon dans son cabinet de travail) este o pictură în ulei realizată în anul 1812 de pictorul francez Jacques-Louis David. În tablou este reprezentat împăratul francez Napoleon I în uniformă în cabinetul său de lucru de la Palatul Tuileries. Nu se știe sigur dacă Napoleon a pozat personal pentru acest portret. 
Pictura a fost comandată în 1811 de către nobilul scoțian Alexander Douglas-Hamilton, Al 10-lea Duce de Hamilton (aspirant la tronul Scoției și admirator al lui Napoleon), din dorința acestuia de a avea o galerie cu portrete ale capetelor încoronate ale Europei. Tabloul a fost finalizat în martie 1812. Expus inițial la Palatul Hamilton, tabloul a fost vândut în 1882 lui Archibald Primrose, Al 5-lea Conte de Rosebery, de la care a fost cumpărat în 1954 de Fundația Samuel H. Kress, care l-a depus la National Gallery of Art din Washington DC, unde se află expus în prezent. 

## Context
Realizat după o serie de tablouri de ceremonii napoleoniene (Încoronarea lui Napoleon și La distribution des Aigles), acest portret este ultima pictură a lui David consacrată lui Napoleon I. Comanda realizării tabloului a fost dată de Alexander Douglas-Hamilton, Al 10-lea Duce de Hamilton, care era un admirator al împăratului și prieten cu sora acestuia, Paulina Borghese. Ducele, mecena și colecționar de artă, se bucura de susținerea lui Napoleon pentru restaurarea prinților din familia Stuart pe tronul Angliei.  Comanda a fost adresată prin cavalerul Férréol de Bonnemaison, artist emigrat în Anglia după Revoluție, și care îl cunoștea pe David. El a servit ca intermediar între duce și pictor, ocupându-se cu prezentarea cerințelor ducelui și cu realizarea tranzacțiilor financiare. Comanda s-a concretizat printr-o scrisoare din 3 august 1811 a ducelui transmisă de Bonnemaison lui David.

## Descriere
Jacques-Louis David a fost pictorul oficial al Curții Imperiale a lui Napoleon (peintre de l'Empereur) din 1804, anul încoronării sale, în care l-a reprezentat pe împărat în Încoronarea lui Napoleon (1804). Anterior, el îl pictase ca pe un erou legendar, comparabil cu Hanibal sau cu Carol cel Mare, în tabloul Napoleon traversând Alpii (1799. 
Acest portret din 1812, anul primei înfrângeri a lui Napoleon pe frontul rusesc, îl prezintă pe Bonaparte într-un mod mai puțin eroic și solemn. El nu reușește să transmită sentimentul de siguranță pe care trebuia să o facă un tablou oficial. Împăratul este reprezentat în portret la vârsta de 43 ani, fața sa pare obosită și palidă și are o privire melancolică. 
Tabloul este un portret în format vertical de mari dimensiuni, reprezentându-l pe Napoleon în mărime naturală, în picioare. El poartă uniforma de colonel al Gărzii Imperiale de Grenadieri Pedeștri (albastră cu rever alb și mâneci roșii). Împăratul are pe piept două decorații: Legiunea de onoare și Ordinul Coroanei de fier, iar pe umeri epoleți auriți. El poartă un pantalon mulat în stil francez, de culoare albă, ciorapi albi, și pantofi negri cu catarame aurite. Împăratul este reprezentat cu un picior în față, cu fața îndreptată către privitor, cu mâna dreaptă strecurată sub veston. 
Decorul îl reprezintă biroul său de la Palatul Tuileries în prim plan la dreapta, cu un fotoliu din lemn aurit acoperit cu catifea roșie și broderii de aur, sabia sa este pusă pe cotieră. Biroul în stil Empire are un picior sculptat cu un motiv decorativ reprezentând un cap de leu, mai jos se observă cărți stivuite, iar pe scriptoriu sunt puse o pană, mai multe cărți și dosare, precum și câteva foi, pe una dintre ele, rulată, se vede cuvântul «code». Podeaua este acoperită cu un covor verde, pe care se vede o carte (în stânga) și o hartă rulată. În planul din spate, în partea dreaptă, se află un ceas cu pendulă al cărui cadran indică ora 4.13 a.m. Acesta, împreună cu manșetele descheiate ale lui Napoleon, ciorapii încrețiți, părul răvășit, lumânările tremurătoare și ora de pe ceas, indică faptul că împăratul este treaz noaptea, redactând legi precum Codul Napoleonian - cuvântul "Code" se vede scris mare pe hârtiile rulate de pe birou. Imaginea împăratului este una mai curând civilă decât eroică (ca în Napoleon ca Marte pacificatorul a lui Canova) sau militară (ca în Napoleon traversând Alpii a lui David), deși sabia de pe mânerul fotoliului se referă la succesele sale militare. Tabloul este semnat pe harta rulată, în stânga jos, LVDci DAVID OPVS 1812.
Heraldica cu floare de crin și cu albine implică, de asemenea, stabilitatea dinastiei imperiale.

## A doua versiune

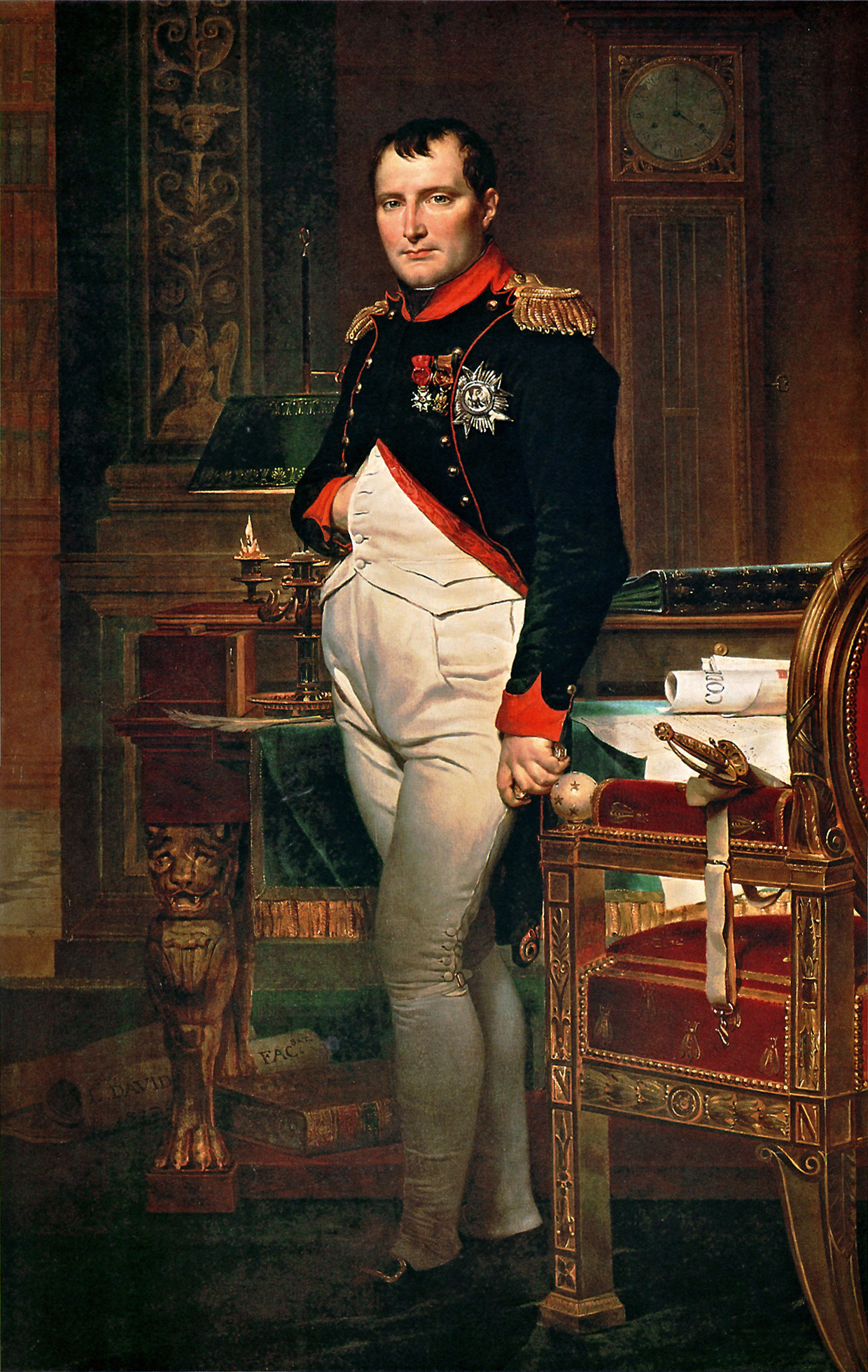
A doua versiune

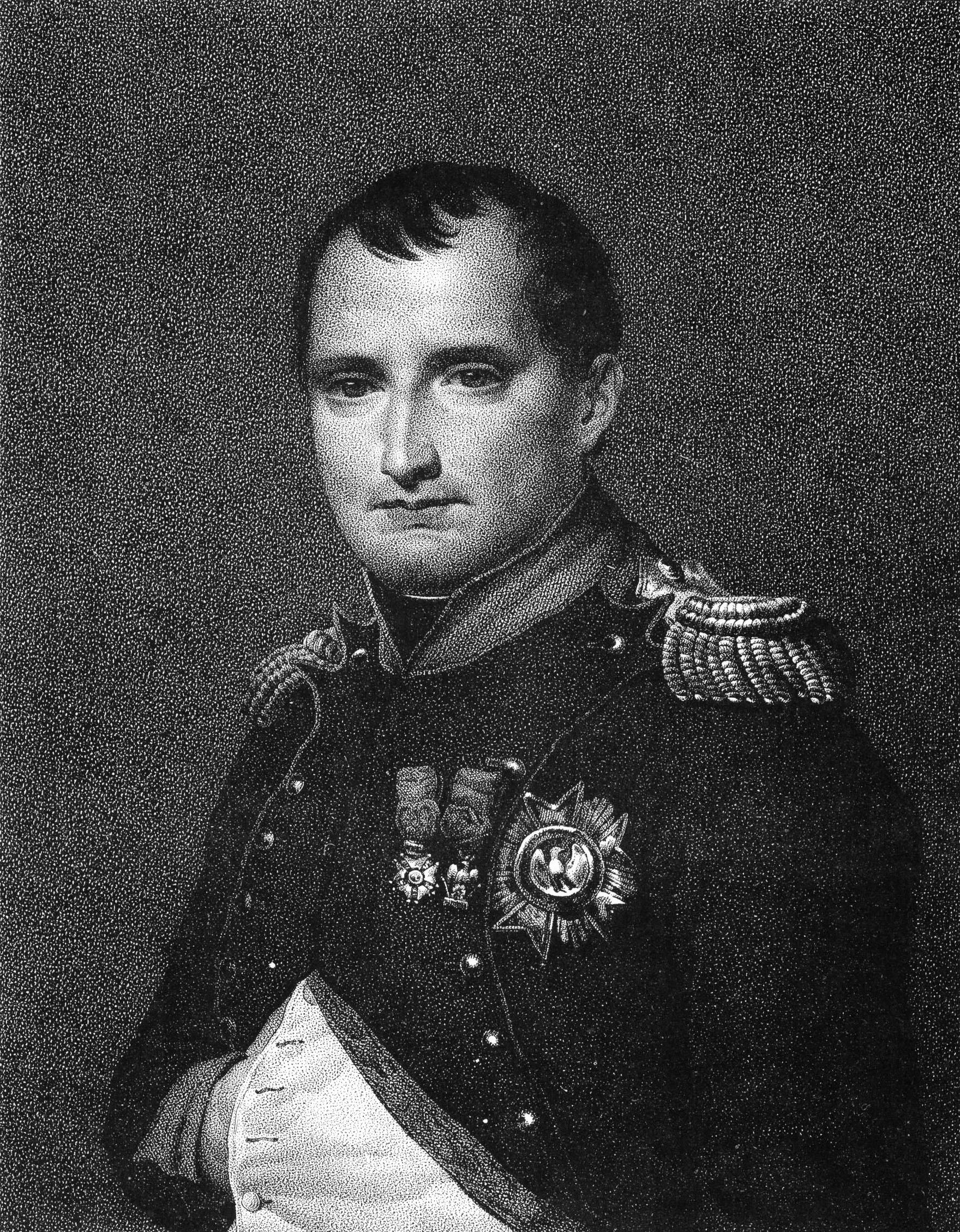
Napoléon dans son cabinet de travail - litografie de Louis Kramp în 1825 după a doua versiune pictată de David

O a doua versiune a fost începută în aprilie 1812. Tabloul prezintă exact aceeași scenă, dar Napoleon poartă uniforma sa verde de vânători și orologiul indică ora patru în loc de ora 4,10. Pictura a rămas în atelierul lui David până în 1824, când a fost cumpărată de negustorul de artă d'Alquier pentru suma de 15.000 de franci. Pus în vânzare la Beauvais în 1857, tabloul a fost achiziționat de Ministerul pentru Casa Imperială pentru suma de 10.000 de franci. Expus la Palatul Tuileries, tabloul a fost pus sub sechestru la căderea celui de-al Doilea Imperiu. El a fost restituit împărătesei Eugénie în 1880. A trecut apoi în colecția prințului Napoléon Joseph Charles Paul Bonaparte. În 1979 a fost cumpărat de stat ca urmare a dreptului de preemțiune și instalat la Palatul Versailles.